# Sharmin Akter
Sharmin Akter (Bangladesh, 31 de desembre de 1995) és una activista bangladeshiana en contra dels matrimonis infantils i forçats. Va resistir a les pressions de la seva mare per casar-se als 15 anys amb un home de 32 anys i va lluitar per continuar la seva educació. Va estudiar al Rajapur Pilot Girls High School. Vol ser advocada per combatre els matrimonis infantils i forçats. Va rebre el Premi Internacional Dona Coratge. Akter va ser elogiada el 2017 pel director de la seva escola per haver acabat els estudis amb èxit malgrat els problemes que va tenir.